# Adam Poulsen
Adam Poulsen, född den 19 november 1879, död den 30 juni 1969, var en dansk skådespelare, son till Emil Poulsen, bror till Johannes Poulsen. Han var även kusin till Karen Poulsen.

## Biografi
Poulsen blev student 1899, debuterade 1901 på Dagmarteatret där han var anställd 1901-1903 och 1906-1909, arbetade 1909-1911 vid Folketeatret, var 1909-11 anställd vid kungliga teatern i Köpenhamn, men återvände sedan till Dagmarteatret som skådespelare och direktör (till 1914). Från 1910 ledde han under ett flertal somrar friluftsteatern vid Dyrehaven utanför Köpenhamn. han utförde en rad älskar- och hjälteroller. Han uppträdde 1915-16 åter på kungliga teatern och ledde 1916-19 Svenska Teatern i Helsingfors, varefter han gav gästroller bland annat i Stockholm 1919, i Nordamerika 1923-24 och i Reykjavik 1926. Bland hans senare roller märks Hamlet. Han skrev Skådespelarkonst (Helsingfors, 1919) och några dramaturgiska broschyrer.
1903 utsågs Poulsen till direktör för kungliga teatern, något som dock möttes av stark opposition, vilket ledde till att han redan året därpå tvingades avgå, något som påverkades av en tilltagande sjukdom.
Poulsen har utgett Skådespelarkonst och de polemiska Det kongelige Teaters Misère (1921) och Doppeltscenen (1923).

## Teater

### Roller (urval)
| År   | Roll      | Produktion                  | Regi          | Teater         |
| ---- | --------- | --------------------------- | ------------- | -------------- |
| 1919 | Ambrosius | Ambrosius Christian Molbech | Einar Fröberg | Intima teatern |

## Utmärkelser
- Riddare av Dannebrogorden,  1924[6]
- Dannebrogsmännens hederstecken,  1931[6]
- Pro Finlandia-medaljen av Finlands Lejons orden,  1959[7]

[Redigera Wikidata]